# Plymouth (Iowa)
Plymouth és una població dels Estats Units a l'estat d'Iowa. Segons el cens del 2000 tenia 429 habitants.

## Demografia
Segons el cens del 2000, Plymouth tenia 429 habitants, 164 habitatges, i 120 famílies. La densitat de població era de 376,4 habitants/km².
Dels 164 habitatges en un 35,4% hi vivien nens de menys de 18 anys, en un 63,4% hi vivien parelles casades, en un 7,9% dones solteres, i en un 26,8% no eren unitats familiars. En el 22% dels habitatges hi vivien persones soles l'11,6% de les quals corresponia a persones de 65 anys o més que vivien soles. El nombre mitjà de persones vivint en cada habitatge era de 2,62 i el nombre mitjà de persones que vivien en cada família era de 3,08.
Per edats la població es repartia de la següent manera: un 28,7% tenia menys de 18 anys, un 5,4% entre 18 i 24, un 27,5% entre 25 i 44, un 23,1% de 45 a 60 i un 15,4% 65 anys o més.
L'edat mediana era de 39 anys. Per cada 100 dones de 18 o més anys hi havia 102,6 homes.
La renda mediana per habitatge era de 32.344 $ i la renda mediana per família de 40.179 $. Els homes tenien una renda mediana de 31.042 $ mentre que les dones 20.250 $. La renda per capita de la població era de 12.888 $. Entorn del 4,1% de les famílies i el 6,3% de la població estaven per davall del llindar de pobresa.

## Poblacions més properes
El següent diagrama mostra les poblacions més properes.